# Aventuras (Editorial Aventuras)
Aventuras, luego bautizada como Cine Aventuras y Cine Visión, fue una revista de historietas publicada en la Argentina por Editorial Aventuras desde 1946 hasta 1956.

## Trayectoria
Aventuras  surgió como iniciativa de Horacio Gutiérrez. La revista incluía numerosas adaptaciones al igual que Intervalo, pero una de ellas se presentaba completa en forma de cuadernillo desglosable. Aparte de estas separatas, dibujadas por artistas del calibre de Alberto Breccia o José Luis Salinas, Aventuras incluía las siguientes series:
| Años           | Números | Título                       | Guionista          | Dibujante                               |
| -------------- | ------- | ---------------------------- | ------------------ | --------------------------------------- |
| 1946-7/10/1947 |         | Peter Fox lo sabía           | Miguel de Calasanz | Carlos Enrique Raspaud, Julio Cotignola |
| 1947           |         | Lince                        | Will Eisner        | Will Eisner                             |
| 1948           |         | David Méndez, reporter       |                    | Alberto Giolitti                        |
| 1948-1950      |         | El Santo                     | Isaac Aisemberg    | Alberto Giolitti                        |
|                |         | Garth                        |                    | Frank Bellamy                           |
| 1949           |         | Darío Malbrán, psicoanalista | Julián Maldonado   | Carlos Freixas, Puglisi                 |

Su último número se publicó en 1956.

## Valoración
Aventuras tuvo un éxito considerable, que Guillermo Saccomano y Carlos Trillo atribuyen a la calidad de sus dibujantes y su inclusión de adaptaciones de filmes, algo novedoso entonces en la Argentina. A partir de ella, además, se constituyó la figura del guionista profesional.